# Bosques de montaña de los montes Chin-Arakan Yoma
Los bosques de montaña Chin Hills-Arakan Yoma forman una ecorregión tropical y subtropical de bosque húmedo en Birmania occidental (Myanmar). Formada por elevaciones menores y por húmedos bosques tropicales, esta ecorregión es el medio ambiente de una gama muy diversa de especies subtropicales y templadas, incluyendo muchas especies características del Himalaya así como múltiples especies endémicas.

## Marco
La ecorregión cubre un área de 29.700 kilómetros cuadrados (11.500 sq mi), abarcando los bosques de montaña de la Cordillera del Arakan. Los Chin Hills cubren la mayoría del estado de Chin en Birmania y se extienden por el sur a lo largo del río y de las montañas Arakan formando frontera entre el estado de Rakáin en el oeste y la región de Magway, la región de Bago y la de Ayeyarwady al este.
Está rodeada por los bosques lluviosos de Mizoram-Manipur-Kachin al oeste, al norte y nordeste, y a los bosques caducifolios de Irrawaddy al este. Existen en ella dos enclaves del bosque de pinos del Nordeste de India-Myanmar hacia el norte.
La ecorregión incluye el Nat Ma Taung (Monte Victoria) en el sur del estado de Chin, con  3 109 metros (10 200 pies) por encima del nivel de mar.